# Ha Yeon-soo
Ha Yeon-soo (하연수?, Ha Yeon-suLR, Ha YŏnsuMR), pseudonimo di Yoo Yeon-soo (유연수?, Yu Yeon-suLR, Yu YŏnsuMR; Busan, 10 ottobre 1990), è un'attrice sudcoreana.
Ha iniziato la sua carriera nel 2013, diventando una star degli spot pubblicitari e passando, cinque mesi dopo, alla recitazione apparendo nella pellicola cinematografica Yeon-ae-ui ondo, poi nella serie TV Monstar, per la quale ha interpretato diversi brani della colonna sonora e grazie a cui si è aggiudicata il riconoscimento di astro nascente agli Mnet 20's Choice Award. Si è dedicata anche alla pittura, e nel 2021 ha tenuto la sua prima mostra personale. Nel 2022, alla scadenza del contratto con la sua agenzia di management, si è trasferita in Giappone per studiare arte.

## Filmografia

### Cinema
- Yeon-ae-ui ondo (연애의 온도?), regia di Roh Deok (2013)
- Sa-i: Yeo-ubi naerida (사이: 여우비 내리다?) – cortometraggio (2014)
- Geudae ireum-eun Jangmi (그대 이름은 장미?), regia di Jo Seok-hyeon (2019)

### Televisione
- Monstar (몬스타?) – serie TV (2013)
- Gamjabyeol 2013QR3 (감자별 2013QR3?) – serie TV (2013-2014)
- Jeonseor-ui manyeo (전설의 마녀?) – serie TV (2014-2015)
- Conte and the City (콩트앤더시티?) – serie TV (2015-2016)
- Honsunnamnyeo (혼술남녀?) – serie TV, ep. 1-2, 16 (2016)
- O! Banjiha yeosindeur-i-yeo (오! 반지하 여신들이여?) – webserie (2017)
- Rich Man (리치맨?) – serie TV (2018)
- Tora ni tsubasa (虎に翼?) – serie TV (2024)